# Lista di asteroidi (138001-139000)
Di seguito una lista di asteroidi dal numero 138001 al 139000 con data di scoperta e scopritore.

## 138001-138100
| Nome                | Designazione provvisoria | Data di scoperta | Scopritore          |
| ------------------- | ------------------------ | ---------------- | ------------------- |
| 138001 -            | 2000 CV82                | 4 febbraio 2000  | LINEAR              |
| 138002 -            | 2000 CN84                | 4 febbraio 2000  | LINEAR              |
| 138003 -            | 2000 CK85                | 4 febbraio 2000  | LINEAR              |
| 138004 -            | 2000 CW85                | 4 febbraio 2000  | LINEAR              |
| 138005 -            | 2000 CT87                | 4 febbraio 2000  | LINEAR              |
| 138006 -            | 2000 CV87                | 4 febbraio 2000  | LINEAR              |
| 138007 -            | 2000 CN88                | 4 febbraio 2000  | LINEAR              |
| 138008 -            | 2000 CT88                | 4 febbraio 2000  | LINEAR              |
| 138009 -            | 2000 CX99                | 10 febbraio 2000 | Spacewatch          |
| 138010 -            | 2000 CG100               | 10 febbraio 2000 | Spacewatch          |
| 138011 -            | 2000 CO100               | 10 febbraio 2000 | Spacewatch          |
| 138012 -            | 2000 CC101               | 12 febbraio 2000 | Spacewatch          |
| 138013 -            | 2000 CN101               | 8 febbraio 2000  | LINEAR              |
| 138014 -            | 2000 CN103               | 8 febbraio 2000  | LINEAR              |
| 138015 -            | 2000 CT109               | 5 febbraio 2000  | CSS                 |
| 138016 Kerribeisser | 2000 CQ111               | 6 febbraio 2000  | M. W. Buie          |
| 138017 -            | 2000 CG113               | 8 febbraio 2000  | Spacewatch          |
| 138018 -            | 2000 CL113               | 10 febbraio 2000 | Spacewatch          |
| 138019 -            | 2000 CG117               | 3 febbraio 2000  | LINEAR              |
| 138020 -            | 2000 CL118               | 11 febbraio 2000 | LINEAR              |
| 138021 -            | 2000 CG121               | 2 febbraio 2000  | LINEAR              |
| 138022 -            | 2000 CH121               | 2 febbraio 2000  | LINEAR              |
| 138023 -            | 2000 CL126               | 4 febbraio 2000  | LINEAR              |
| 138024 -            | 2000 CW131               | 3 febbraio 2000  | Spacewatch          |
| 138025 -            | 2000 CB134               | 4 febbraio 2000  | Spacewatch          |
| 138026 -            | 2000 DR                  | 24 febbraio 2000 | T. Kobayashi        |
| 138027 -            | 2000 DD1                 | 23 febbraio 2000 | Osservatorio Polino |
| 138028 -            | 2000 DY1                 | 26 febbraio 2000 | Spacewatch          |
| 138029 -            | 2000 DP2                 | 27 febbraio 2000 | Olathe              |
| 138030 -            | 2000 DP4                 | 28 febbraio 2000 | LINEAR              |
| 138031 -            | 2000 DK9                 | 26 febbraio 2000 | Spacewatch          |
| 138032 -            | 2000 DC11                | 26 febbraio 2000 | Spacewatch          |
| 138033 -            | 2000 DQ11                | 27 febbraio 2000 | Spacewatch          |
| 138034 -            | 2000 DQ16                | 29 febbraio 2000 | LINEAR              |
| 138035 -            | 2000 DE17                | 29 febbraio 2000 | LINEAR              |
| 138036 -            | 2000 DM17                | 29 febbraio 2000 | LINEAR              |
| 138037 -            | 2000 DG18                | 28 febbraio 2000 | LINEAR              |
| 138038 -            | 2000 DV18                | 29 febbraio 2000 | LINEAR              |
| 138039 -            | 2000 DN19                | 29 febbraio 2000 | LINEAR              |
| 138040 -            | 2000 DJ21                | 29 febbraio 2000 | LINEAR              |
| 138041 -            | 2000 DN21                | 29 febbraio 2000 | LINEAR              |
| 138042 -            | 2000 DW21                | 29 febbraio 2000 | LINEAR              |
| 138043 -            | 2000 DT23                | 29 febbraio 2000 | LINEAR              |
| 138044 -            | 2000 DW24                | 29 febbraio 2000 | LINEAR              |
| 138045 -            | 2000 DD27                | 29 febbraio 2000 | LINEAR              |
| 138046 -            | 2000 DQ27                | 29 febbraio 2000 | LINEAR              |
| 138047 -            | 2000 DS30                | 29 febbraio 2000 | LINEAR              |
| 138048 -            | 2000 DG32                | 29 febbraio 2000 | LINEAR              |
| 138049 -            | 2000 DO33                | 29 febbraio 2000 | LINEAR              |
| 138050 -            | 2000 DJ34                | 29 febbraio 2000 | LINEAR              |
| 138051 -            | 2000 DM34                | 29 febbraio 2000 | LINEAR              |
| 138052 -            | 2000 DB36                | 29 febbraio 2000 | LINEAR              |
| 138053 -            | 2000 DL37                | 29 febbraio 2000 | LINEAR              |
| 138054 -            | 2000 DC38                | 29 febbraio 2000 | LINEAR              |
| 138055 -            | 2000 DM38                | 29 febbraio 2000 | LINEAR              |
| 138056 -            | 2000 DN38                | 29 febbraio 2000 | LINEAR              |
| 138057 -            | 2000 DQ38                | 29 febbraio 2000 | LINEAR              |
| 138058 -            | 2000 DX38                | 29 febbraio 2000 | LINEAR              |
| 138059 -            | 2000 DA39                | 29 febbraio 2000 | LINEAR              |
| 138060 -            | 2000 DC39                | 29 febbraio 2000 | LINEAR              |
| 138061 -            | 2000 DE39                | 29 febbraio 2000 | LINEAR              |
| 138062 -            | 2000 DB42                | 29 febbraio 2000 | LINEAR              |
| 138063 -            | 2000 DQ43                | 29 febbraio 2000 | LINEAR              |
| 138064 -            | 2000 DD45                | 29 febbraio 2000 | LINEAR              |
| 138065 -            | 2000 DB46                | 29 febbraio 2000 | LINEAR              |
| 138066 -            | 2000 DO47                | 29 febbraio 2000 | LINEAR              |
| 138067 -            | 2000 DX47                | 29 febbraio 2000 | LINEAR              |
| 138068 -            | 2000 DE51                | 29 febbraio 2000 | LINEAR              |
| 138069 -            | 2000 DY51                | 29 febbraio 2000 | LINEAR              |
| 138070 -            | 2000 DA53                | 29 febbraio 2000 | LINEAR              |
| 138071 -            | 2000 DH54                | 29 febbraio 2000 | LINEAR              |
| 138072 -            | 2000 DY54                | 29 febbraio 2000 | LINEAR              |
| 138073 -            | 2000 DJ56                | 29 febbraio 2000 | LINEAR              |
| 138074 -            | 2000 DD57                | 29 febbraio 2000 | LINEAR              |
| 138075 -            | 2000 DE57                | 29 febbraio 2000 | LINEAR              |
| 138076 -            | 2000 DQ57                | 29 febbraio 2000 | LINEAR              |
| 138077 -            | 2000 DV57                | 29 febbraio 2000 | LINEAR              |
| 138078 -            | 2000 DQ58                | 29 febbraio 2000 | LINEAR              |
| 138079 -            | 2000 DT58                | 29 febbraio 2000 | LINEAR              |
| 138080 -            | 2000 DA59                | 29 febbraio 2000 | LINEAR              |
| 138081 -            | 2000 DM60                | 29 febbraio 2000 | LINEAR              |
| 138082 -            | 2000 DO61                | 29 febbraio 2000 | LINEAR              |
| 138083 -            | 2000 DL62                | 29 febbraio 2000 | LINEAR              |
| 138084 -            | 2000 DY62                | 29 febbraio 2000 | LINEAR              |
| 138085 -            | 2000 DZ62                | 29 febbraio 2000 | LINEAR              |
| 138086 -            | 2000 DD64                | 29 febbraio 2000 | LINEAR              |
| 138087 -            | 2000 DQ64                | 29 febbraio 2000 | LINEAR              |
| 138088 -            | 2000 DE66                | 29 febbraio 2000 | LINEAR              |
| 138089 -            | 2000 DQ67                | 29 febbraio 2000 | LINEAR              |
| 138090 -            | 2000 DS68                | 29 febbraio 2000 | LINEAR              |
| 138091 -            | 2000 DC69                | 29 febbraio 2000 | LINEAR              |
| 138092 -            | 2000 DY69                | 29 febbraio 2000 | LINEAR              |
| 138093 -            | 2000 DF72                | 29 febbraio 2000 | LINEAR              |
| 138094 -            | 2000 DR72                | 29 febbraio 2000 | LINEAR              |
| 138095 -            | 2000 DK79                | 26 febbraio 2000 | LINEAR              |
| 138096 -            | 2000 DL80                | 28 febbraio 2000 | LINEAR              |
| 138097 -            | 2000 DZ80                | 28 febbraio 2000 | LINEAR              |
| 138098 -            | 2000 DK81                | 28 febbraio 2000 | LINEAR              |
| 138099 -            | 2000 DT83                | 28 febbraio 2000 | LINEAR              |
| 138100 -            | 2000 DU84                | 29 febbraio 2000 | LINEAR              |

## 138101-138200
| Nome              | Designazione provvisoria | Data di scoperta | Scopritore                  |
| ----------------- | ------------------------ | ---------------- | --------------------------- |
| 138101 -          | 2000 DM86                | 29 febbraio 2000 | LINEAR                      |
| 138102 -          | 2000 DE90                | 27 febbraio 2000 | Spacewatch                  |
| 138103 -          | 2000 DK90                | 27 febbraio 2000 | Spacewatch                  |
| 138104 -          | 2000 DQ92                | 27 febbraio 2000 | Spacewatch                  |
| 138105 -          | 2000 DS93                | 28 febbraio 2000 | LINEAR                      |
| 138106 -          | 2000 DB96                | 29 febbraio 2000 | LINEAR                      |
| 138107 -          | 2000 DL96                | 29 febbraio 2000 | LINEAR                      |
| 138108 -          | 2000 DC102               | 29 febbraio 2000 | LINEAR                      |
| 138109 -          | 2000 DD102               | 29 febbraio 2000 | LINEAR                      |
| 138110 -          | 2000 DW102               | 29 febbraio 2000 | LINEAR                      |
| 138111 -          | 2000 DO106               | 29 febbraio 2000 | LINEAR                      |
| 138112 -          | 2000 DB107               | 29 febbraio 2000 | LINEAR                      |
| 138113 -          | 2000 DR110               | 27 febbraio 2000 | J. V. McClusky              |
| 138114 -          | 2000 DK115               | 27 febbraio 2000 | CSS                         |
| 138115 -          | 2000 DV116               | 26 febbraio 2000 | Spacewatch                  |
| 138116 -          | 2000 EZ                  | 3 marzo 2000     | LINEAR                      |
| 138117 -          | 2000 EJ2                 | 3 marzo 2000     | LINEAR                      |
| 138118 -          | 2000 EA4                 | 1 marzo 2000     | F. B. Zoltowski             |
| 138119 -          | 2000 EO4                 | 2 marzo 2000     | Spacewatch                  |
| 138120 -          | 2000 ED5                 | 2 marzo 2000     | Spacewatch                  |
| 138121 -          | 2000 EK8                 | 3 marzo 2000     | LINEAR                      |
| 138122 -          | 2000 ER10                | 4 marzo 2000     | LINEAR                      |
| 138123 -          | 2000 ES10                | 4 marzo 2000     | LINEAR                      |
| 138124 -          | 2000 EG11                | 4 marzo 2000     | LINEAR                      |
| 138125 -          | 2000 EE12                | 4 marzo 2000     | LINEAR                      |
| 138126 -          | 2000 EC13                | 4 marzo 2000     | LINEAR                      |
| 138127 -          | 2000 EE14                | 4 marzo 2000     | LINEAR                      |
| 138128 -          | 2000 ES14                | 3 marzo 2000     | LINEAR                      |
| 138129 -          | 2000 EH17                | 3 marzo 2000     | LINEAR                      |
| 138130 -          | 2000 EO18                | 5 marzo 2000     | LINEAR                      |
| 138131 -          | 2000 ES20                | 3 marzo 2000     | CSS                         |
| 138132 -          | 2000 EZ20                | 3 marzo 2000     | CSS                         |
| 138133 -          | 2000 EY21                | 5 marzo 2000     | LINEAR                      |
| 138134 -          | 2000 ET22                | 3 marzo 2000     | Spacewatch                  |
| 138135 -          | 2000 EV24                | 8 marzo 2000     | Spacewatch                  |
| 138136 -          | 2000 EE29                | 4 marzo 2000     | LINEAR                      |
| 138137 -          | 2000 EW31                | 5 marzo 2000     | LINEAR                      |
| 138138 -          | 2000 EQ32                | 5 marzo 2000     | LINEAR                      |
| 138139 -          | 2000 EV43                | 8 marzo 2000     | LINEAR                      |
| 138140 -          | 2000 EZ43                | 8 marzo 2000     | LINEAR                      |
| 138141 -          | 2000 EV45                | 9 marzo 2000     | LINEAR                      |
| 138142 -          | 2000 EE50                | 9 marzo 2000     | F. B. Zoltowski             |
| 138143 -          | 2000 EL54                | 9 marzo 2000     | Spacewatch                  |
| 138144 -          | 2000 EH56                | 8 marzo 2000     | LINEAR                      |
| 138145 -          | 2000 EO59                | 10 marzo 2000    | LINEAR                      |
| 138146 -          | 2000 EW60                | 10 marzo 2000    | LINEAR                      |
| 138147 -          | 2000 ER61                | 10 marzo 2000    | LINEAR                      |
| 138148 -          | 2000 EJ63                | 10 marzo 2000    | LINEAR                      |
| 138149 -          | 2000 EG64                | 10 marzo 2000    | LINEAR                      |
| 138150 -          | 2000 EY64                | 10 marzo 2000    | LINEAR                      |
| 138151 -          | 2000 EE66                | 10 marzo 2000    | LINEAR                      |
| 138152 -          | 2000 EO68                | 10 marzo 2000    | LINEAR                      |
| 138153 -          | 2000 EW68                | 10 marzo 2000    | LINEAR                      |
| 138154 -          | 2000 EO69                | 10 marzo 2000    | LINEAR                      |
| 138155 -          | 2000 ES70                | 6 marzo 2000     | NEAT                        |
| 138156 -          | 2000 EE73                | 10 marzo 2000    | Spacewatch                  |
| 138157 -          | 2000 EJ77                | 5 marzo 2000     | LINEAR                      |
| 138158 -          | 2000 ED82                | 5 marzo 2000     | LINEAR                      |
| 138159 -          | 2000 EC85                | 8 marzo 2000     | LINEAR                      |
| 138160 -          | 2000 ET87                | 8 marzo 2000     | LINEAR                      |
| 138161 -          | 2000 EB88                | 9 marzo 2000     | LINEAR                      |
| 138162 -          | 2000 EH88                | 9 marzo 2000     | LINEAR                      |
| 138163 -          | 2000 EK93                | 9 marzo 2000     | LINEAR                      |
| 138164 -          | 2000 EG96                | 11 marzo 2000    | LINEAR                      |
| 138165 -          | 2000 EM96                | 12 marzo 2000    | LINEAR                      |
| 138166 -          | 2000 ER97                | 10 marzo 2000    | LINEAR                      |
| 138167 -          | 2000 EP99                | 12 marzo 2000    | Spacewatch                  |
| 138168 -          | 2000 EK100               | 12 marzo 2000    | Spacewatch                  |
| 138169 -          | 2000 EN100               | 12 marzo 2000    | Spacewatch                  |
| 138170 -          | 2000 EP100               | 12 marzo 2000    | Spacewatch                  |
| 138171 -          | 2000 EK102               | 14 marzo 2000    | Spacewatch                  |
| 138172 -          | 2000 EU102               | 14 marzo 2000    | Spacewatch                  |
| 138173 -          | 2000 ET103               | 12 marzo 2000    | LINEAR                      |
| 138174 -          | 2000 EV103               | 13 marzo 2000    | LINEAR                      |
| 138175 -          | 2000 EE104               | 11 marzo 2000    | CSS                         |
| 138176 -          | 2000 EM105               | 11 marzo 2000    | LONEOS                      |
| 138177 -          | 2000 EP105               | 11 marzo 2000    | LONEOS                      |
| 138178 -          | 2000 EK106               | 11 marzo 2000    | LONEOS                      |
| 138179 -          | 2000 EY107               | 8 marzo 2000     | LINEAR                      |
| 138180 -          | 2000 EN110               | 8 marzo 2000     | NEAT                        |
| 138181 -          | 2000 ET110               | 8 marzo 2000     | NEAT                        |
| 138182 -          | 2000 EC111               | 8 marzo 2000     | NEAT                        |
| 138183 -          | 2000 EF112               | 9 marzo 2000     | LINEAR                      |
| 138184 -          | 2000 EQ112               | 9 marzo 2000     | LINEAR                      |
| 138185 -          | 2000 EK113               | 9 marzo 2000     | Spacewatch                  |
| 138186 -          | 2000 EB115               | 10 marzo 2000    | Spacewatch                  |
| 138187 -          | 2000 EJ115               | 10 marzo 2000    | Spacewatch                  |
| 138188 -          | 2000 EV115               | 10 marzo 2000    | Spacewatch                  |
| 138189 -          | 2000 EZ115               | 10 marzo 2000    | Spacewatch                  |
| 138190 -          | 2000 EK118               | 11 marzo 2000    | LONEOS                      |
| 138191 -          | 2000 EH119               | 11 marzo 2000    | LONEOS                      |
| 138192 -          | 2000 EA120               | 11 marzo 2000    | LONEOS                      |
| 138193 -          | 2000 ER124               | 11 marzo 2000    | LONEOS                      |
| 138194 -          | 2000 EA127               | 11 marzo 2000    | LONEOS                      |
| 138195 -          | 2000 EG128               | 11 marzo 2000    | LONEOS                      |
| 138196 -          | 2000 ES129               | 11 marzo 2000    | LONEOS                      |
| 138197 -          | 2000 EG131               | 11 marzo 2000    | LINEAR                      |
| 138198 -          | 2000 EV131               | 11 marzo 2000    | LONEOS                      |
| 138199 -          | 2000 EJ132               | 11 marzo 2000    | LINEAR                      |
| 138200 Anderswall | 2000 EW137               | 10 marzo 2000    | Uppsala-DLR Asteroid Survey |

## 138201-138300
| Nome          | Designazione provvisoria | Data di scoperta | Scopritore |
| ------------- | ------------------------ | ---------------- | ---------- |
| 138201 -      | 2000 EZ137               | 11 marzo 2000    | LINEAR     |
| 138202 -      | 2000 EG139               | 11 marzo 2000    | LINEAR     |
| 138203 -      | 2000 EJ142               | 3 marzo 2000     | LINEAR     |
| 138204 -      | 2000 EY146               | 4 marzo 2000     | LINEAR     |
| 138205 -      | 2000 EZ148               | 4 marzo 2000     | CSS        |
| 138206 -      | 2000 EJ149               | 5 marzo 2000     | LINEAR     |
| 138207 -      | 2000 EN149               | 5 marzo 2000     | LINEAR     |
| 138208 -      | 2000 EN162               | 3 marzo 2000     | LINEAR     |
| 138209 -      | 2000 EK163               | 3 marzo 2000     | LINEAR     |
| 138210 -      | 2000 EA166               | 3 marzo 2000     | LINEAR     |
| 138211 -      | 2000 EF167               | 4 marzo 2000     | LINEAR     |
| 138212 -      | 2000 EY172               | 1 marzo 2000     | CSS        |
| 138213 -      | 2000 EL174               | 3 marzo 2000     | Spacewatch |
| 138214 -      | 2000 EU178               | 4 marzo 2000     | LINEAR     |
| 138215 -      | 2000 EJ181               | 4 marzo 2000     | LINEAR     |
| 138216 -      | 2000 EG183               | 5 marzo 2000     | LINEAR     |
| 138217 -      | 2000 EJ192               | 3 marzo 2000     | LINEAR     |
| 138218 -      | 2000 EW193               | 3 marzo 2000     | LINEAR     |
| 138219 -      | 2000 EF196               | 3 marzo 2000     | LINEAR     |
| 138220 -      | 2000 ET196               | 3 marzo 2000     | LINEAR     |
| 138221 Baldry | 2000 EC207               | 3 marzo 2000     | SDSS       |
| 138222 -      | 2000 FU3                 | 28 marzo 2000    | LINEAR     |
| 138223 -      | 2000 FK6                 | 25 marzo 2000    | Spacewatch |
| 138224 -      | 2000 FB7                 | 29 marzo 2000    | Spacewatch |
| 138225 -      | 2000 FR8                 | 29 marzo 2000    | Spacewatch |
| 138226 -      | 2000 FV12                | 28 marzo 2000    | LINEAR     |
| 138227 -      | 2000 FK16                | 28 marzo 2000    | LINEAR     |
| 138228 -      | 2000 FG17                | 28 marzo 2000    | LINEAR     |
| 138229 -      | 2000 FV18                | 29 marzo 2000    | LINEAR     |
| 138230 -      | 2000 FE19                | 29 marzo 2000    | LINEAR     |
| 138231 -      | 2000 FK20                | 29 marzo 2000    | LINEAR     |
| 138232 -      | 2000 FV22                | 30 marzo 2000    | LINEAR     |
| 138233 -      | 2000 FM23                | 29 marzo 2000    | LINEAR     |
| 138234 -      | 2000 FN23                | 29 marzo 2000    | LINEAR     |
| 138235 -      | 2000 FV24                | 29 marzo 2000    | LINEAR     |
| 138236 -      | 2000 FA25                | 29 marzo 2000    | LINEAR     |
| 138237 -      | 2000 FQ28                | 27 marzo 2000    | LONEOS     |
| 138238 -      | 2000 FQ30                | 27 marzo 2000    | LONEOS     |
| 138239 -      | 2000 FU32                | 29 marzo 2000    | LINEAR     |
| 138240 -      | 2000 FP33                | 29 marzo 2000    | LINEAR     |
| 138241 -      | 2000 FS33                | 29 marzo 2000    | LINEAR     |
| 138242 -      | 2000 FW33                | 29 marzo 2000    | LINEAR     |
| 138243 -      | 2000 FQ35                | 29 marzo 2000    | LINEAR     |
| 138244 -      | 2000 FJ38                | 29 marzo 2000    | LINEAR     |
| 138245 -      | 2000 FG40                | 29 marzo 2000    | LINEAR     |
| 138246 -      | 2000 FZ46                | 29 marzo 2000    | LINEAR     |
| 138247 -      | 2000 FN50                | 29 marzo 2000    | Spacewatch |
| 138248 -      | 2000 FP53                | 30 marzo 2000    | Spacewatch |
| 138249 -      | 2000 FL56                | 29 marzo 2000    | LINEAR     |
| 138250 -      | 2000 FS56                | 29 marzo 2000    | LINEAR     |
| 138251 -      | 2000 FH57                | 26 marzo 2000    | LONEOS     |
| 138252 -      | 2000 FM58                | 27 marzo 2000    | LONEOS     |
| 138253 -      | 2000 FB60                | 29 marzo 2000    | LINEAR     |
| 138254 -      | 2000 FD61                | 29 marzo 2000    | LINEAR     |
| 138255 -      | 2000 FJ69                | 27 marzo 2000    | LONEOS     |
| 138256 -      | 2000 FR69                | 27 marzo 2000    | Spacewatch |
| 138257 -      | 2000 FR70                | 29 marzo 2000    | Spacewatch |
| 138258 -      | 2000 GD2                 | 3 aprile 2000    | LINEAR     |
| 138259 -      | 2000 GQ3                 | 5 aprile 2000    | LINEAR     |
| 138260 -      | 2000 GS3                 | 5 aprile 2000    | LINEAR     |
| 138261 -      | 2000 GR4                 | 5 aprile 2000    | LINEAR     |
| 138262 -      | 2000 GM9                 | 5 aprile 2000    | LINEAR     |
| 138263 -      | 2000 GW9                 | 5 aprile 2000    | LINEAR     |
| 138264 -      | 2000 GQ11                | 5 aprile 2000    | LINEAR     |
| 138265 -      | 2000 GY13                | 5 aprile 2000    | LINEAR     |
| 138266 -      | 2000 GC14                | 5 aprile 2000    | LINEAR     |
| 138267 -      | 2000 GQ15                | 5 aprile 2000    | LINEAR     |
| 138268 -      | 2000 GR15                | 5 aprile 2000    | LINEAR     |
| 138269 -      | 2000 GY15                | 5 aprile 2000    | LINEAR     |
| 138270 -      | 2000 GZ15                | 5 aprile 2000    | LINEAR     |
| 138271 -      | 2000 GS16                | 5 aprile 2000    | LINEAR     |
| 138272 -      | 2000 GX17                | 5 aprile 2000    | LINEAR     |
| 138273 -      | 2000 GL19                | 5 aprile 2000    | LINEAR     |
| 138274 -      | 2000 GY19                | 5 aprile 2000    | LINEAR     |
| 138275 -      | 2000 GG20                | 5 aprile 2000    | LINEAR     |
| 138276 -      | 2000 GL21                | 8 aprile 2000    | LINEAR     |
| 138277 -      | 2000 GT23                | 5 aprile 2000    | LINEAR     |
| 138278 -      | 2000 GY23                | 5 aprile 2000    | LINEAR     |
| 138279 -      | 2000 GB24                | 5 aprile 2000    | LINEAR     |
| 138280 -      | 2000 GC24                | 5 aprile 2000    | LINEAR     |
| 138281 -      | 2000 GM25                | 5 aprile 2000    | LINEAR     |
| 138282 -      | 2000 GA30                | 5 aprile 2000    | LINEAR     |
| 138283 -      | 2000 GP30                | 5 aprile 2000    | LINEAR     |
| 138284 -      | 2000 GS30                | 5 aprile 2000    | LINEAR     |
| 138285 -      | 2000 GF31                | 5 aprile 2000    | LINEAR     |
| 138286 -      | 2000 GO32                | 5 aprile 2000    | LINEAR     |
| 138287 -      | 2000 GB33                | 5 aprile 2000    | LINEAR     |
| 138288 -      | 2000 GH33                | 5 aprile 2000    | LINEAR     |
| 138289 -      | 2000 GS33                | 5 aprile 2000    | LINEAR     |
| 138290 -      | 2000 GW33                | 5 aprile 2000    | LINEAR     |
| 138291 -      | 2000 GF34                | 5 aprile 2000    | LINEAR     |
| 138292 -      | 2000 GE37                | 5 aprile 2000    | LINEAR     |
| 138293 -      | 2000 GF37                | 5 aprile 2000    | LINEAR     |
| 138294 -      | 2000 GC38                | 5 aprile 2000    | LINEAR     |
| 138295 -      | 2000 GZ39                | 5 aprile 2000    | LINEAR     |
| 138296 -      | 2000 GE40                | 5 aprile 2000    | LINEAR     |
| 138297 -      | 2000 GQ41                | 5 aprile 2000    | LINEAR     |
| 138298 -      | 2000 GG46                | 5 aprile 2000    | LINEAR     |
| 138299 -      | 2000 GH46                | 5 aprile 2000    | LINEAR     |
| 138300 -      | 2000 GX48                | 5 aprile 2000    | LINEAR     |

## 138301-138400
| Nome     | Designazione provvisoria | Data di scoperta | Scopritore |
| -------- | ------------------------ | ---------------- | ---------- |
| 138301 - | 2000 GO49                | 5 aprile 2000    | LINEAR     |
| 138302 - | 2000 GH53                | 5 aprile 2000    | LINEAR     |
| 138303 - | 2000 GB54                | 5 aprile 2000    | LINEAR     |
| 138304 - | 2000 GE55                | 5 aprile 2000    | LINEAR     |
| 138305 - | 2000 GV57                | 5 aprile 2000    | LINEAR     |
| 138306 - | 2000 GK59                | 5 aprile 2000    | LINEAR     |
| 138307 - | 2000 GT59                | 5 aprile 2000    | LINEAR     |
| 138308 - | 2000 GN60                | 5 aprile 2000    | LINEAR     |
| 138309 - | 2000 GY60                | 5 aprile 2000    | LINEAR     |
| 138310 - | 2000 GH61                | 5 aprile 2000    | LINEAR     |
| 138311 - | 2000 GG63                | 5 aprile 2000    | LINEAR     |
| 138312 - | 2000 GY63                | 5 aprile 2000    | LINEAR     |
| 138313 - | 2000 GH69                | 5 aprile 2000    | LINEAR     |
| 138314 - | 2000 GG70                | 5 aprile 2000    | LINEAR     |
| 138315 - | 2000 GQ71                | 5 aprile 2000    | LINEAR     |
| 138316 - | 2000 GG73                | 5 aprile 2000    | LINEAR     |
| 138317 - | 2000 GN74                | 5 aprile 2000    | LINEAR     |
| 138318 - | 2000 GZ74                | 5 aprile 2000    | LINEAR     |
| 138319 - | 2000 GL77                | 5 aprile 2000    | LINEAR     |
| 138320 - | 2000 GR79                | 5 aprile 2000    | LINEAR     |
| 138321 - | 2000 GJ80                | 6 aprile 2000    | LINEAR     |
| 138322 - | 2000 GP81                | 6 aprile 2000    | LINEAR     |
| 138323 - | 2000 GT81                | 6 aprile 2000    | LINEAR     |
| 138324 - | 2000 GC82                | 7 aprile 2000    | LINEAR     |
| 138325 - | 2000 GO82                | 3 aprile 2000    | LINEAR     |
| 138326 - | 2000 GX86                | 4 aprile 2000    | LINEAR     |
| 138327 - | 2000 GY89                | 4 aprile 2000    | LINEAR     |
| 138328 - | 2000 GC90                | 4 aprile 2000    | LINEAR     |
| 138329 - | 2000 GG90                | 4 aprile 2000    | LINEAR     |
| 138330 - | 2000 GE91                | 4 aprile 2000    | LINEAR     |
| 138331 - | 2000 GU93                | 5 aprile 2000    | LINEAR     |
| 138332 - | 2000 GJ94                | 5 aprile 2000    | LINEAR     |
| 138333 - | 2000 GK97                | 7 aprile 2000    | LINEAR     |
| 138334 - | 2000 GW98                | 7 aprile 2000    | LINEAR     |
| 138335 - | 2000 GW100               | 7 aprile 2000    | LINEAR     |
| 138336 - | 2000 GJ102               | 7 aprile 2000    | LINEAR     |
| 138337 - | 2000 GS104               | 7 aprile 2000    | LINEAR     |
| 138338 - | 2000 GC105               | 7 aprile 2000    | LINEAR     |
| 138339 - | 2000 GT105               | 7 aprile 2000    | LINEAR     |
| 138340 - | 2000 GB110               | 2 aprile 2000    | LONEOS     |
| 138341 - | 2000 GD110               | 2 aprile 2000    | LONEOS     |
| 138342 - | 2000 GF110               | 2 aprile 2000    | LONEOS     |
| 138343 - | 2000 GF112               | 3 aprile 2000    | LONEOS     |
| 138344 - | 2000 GN112               | 4 aprile 2000    | LINEAR     |
| 138345 - | 2000 GW112               | 5 aprile 2000    | LINEAR     |
| 138346 - | 2000 GL113               | 6 aprile 2000    | LINEAR     |
| 138347 - | 2000 GB114               | 7 aprile 2000    | LINEAR     |
| 138348 - | 2000 GN114               | 7 aprile 2000    | LINEAR     |
| 138349 - | 2000 GK115               | 8 aprile 2000    | LINEAR     |
| 138350 - | 2000 GT115               | 8 aprile 2000    | LINEAR     |
| 138351 - | 2000 GF116               | 8 aprile 2000    | LINEAR     |
| 138352 - | 2000 GS116               | 2 aprile 2000    | Spacewatch |
| 138353 - | 2000 GX117               | 2 aprile 2000    | Spacewatch |
| 138354 - | 2000 GF118               | 2 aprile 2000    | Spacewatch |
| 138355 - | 2000 GH118               | 2 aprile 2000    | Spacewatch |
| 138356 - | 2000 GW121               | 6 aprile 2000    | Spacewatch |
| 138357 - | 2000 GB123               | 8 aprile 2000    | LINEAR     |
| 138358 - | 2000 GL127               | 8 aprile 2000    | LINEAR     |
| 138359 - | 2000 GX127               | 10 aprile 2000   | Spacewatch |
| 138360 - | 2000 GA130               | 5 aprile 2000    | Spacewatch |
| 138361 - | 2000 GZ131               | 8 aprile 2000    | Spacewatch |
| 138362 - | 2000 GP132               | 12 aprile 2000   | NEAT       |
| 138363 - | 2000 GO137               | 8 aprile 2000    | LINEAR     |
| 138364 - | 2000 GU138               | 4 aprile 2000    | LONEOS     |
| 138365 - | 2000 GG139               | 4 aprile 2000    | LONEOS     |
| 138366 - | 2000 GH139               | 4 aprile 2000    | LONEOS     |
| 138367 - | 2000 GJ139               | 4 aprile 2000    | LONEOS     |
| 138368 - | 2000 GE140               | 4 aprile 2000    | LONEOS     |
| 138369 - | 2000 GL140               | 4 aprile 2000    | LONEOS     |
| 138370 - | 2000 GS143               | 7 aprile 2000    | LONEOS     |
| 138371 - | 2000 GK144               | 7 aprile 2000    | Spacewatch |
| 138372 - | 2000 GN144               | 7 aprile 2000    | Spacewatch |
| 138373 - | 2000 GQ150               | 5 aprile 2000    | LINEAR     |
| 138374 - | 2000 GA151               | 5 aprile 2000    | LINEAR     |
| 138375 - | 2000 GS151               | 5 aprile 2000    | Spacewatch |
| 138376 - | 2000 GV152               | 6 aprile 2000    | LONEOS     |
| 138377 - | 2000 GX153               | 6 aprile 2000    | LONEOS     |
| 138378 - | 2000 GP154               | 6 aprile 2000    | LONEOS     |
| 138379 - | 2000 GD157               | 6 aprile 2000    | LINEAR     |
| 138380 - | 2000 GM157               | 7 aprile 2000    | LINEAR     |
| 138381 - | 2000 GL162               | 8 aprile 2000    | LINEAR     |
| 138382 - | 2000 GM162               | 8 aprile 2000    | LINEAR     |
| 138383 - | 2000 GA163               | 9 aprile 2000    | LONEOS     |
| 138384 - | 2000 GJ164               | 5 aprile 2000    | LINEAR     |
| 138385 - | 2000 GZ168               | 4 aprile 2000    | LINEAR     |
| 138386 - | 2000 GF169               | 4 aprile 2000    | LINEAR     |
| 138387 - | 2000 GY172               | 2 aprile 2000    | LONEOS     |
| 138388 - | 2000 GX173               | 5 aprile 2000    | LONEOS     |
| 138389 - | 2000 GS174               | 2 aprile 2000    | Spacewatch |
| 138390 - | 2000 GB175               | 3 aprile 2000    | Spacewatch |
| 138391 - | 2000 GK177               | 3 aprile 2000    | Spacewatch |
| 138392 - | 2000 HY                  | 24 aprile 2000   | Spacewatch |
| 138393 - | 2000 HF3                 | 26 aprile 2000   | Spacewatch |
| 138394 - | 2000 HA4                 | 26 aprile 2000   | Spacewatch |
| 138395 - | 2000 HD5                 | 27 aprile 2000   | LINEAR     |
| 138396 - | 2000 HV7                 | 27 aprile 2000   | LINEAR     |
| 138397 - | 2000 HB11                | 27 aprile 2000   | LINEAR     |
| 138398 - | 2000 HG11                | 27 aprile 2000   | LINEAR     |
| 138399 - | 2000 HK11                | 28 aprile 2000   | LINEAR     |
| 138400 - | 2000 HL12                | 28 aprile 2000   | LINEAR     |

## 138401-138500
| Nome                | Designazione provvisoria | Data di scoperta | Scopritore           |
| ------------------- | ------------------------ | ---------------- | -------------------- |
| 138401 -            | 2000 HB13                | 28 aprile 2000   | LINEAR               |
| 138402 -            | 2000 HN14                | 27 aprile 2000   | LINEAR               |
| 138403 -            | 2000 HM21                | 27 aprile 2000   | LINEAR               |
| 138404 -            | 2000 HA24                | 28 aprile 2000   | LINEAR               |
| 138405 -            | 2000 HV24                | 24 aprile 2000   | LONEOS               |
| 138406 -            | 2000 HN27                | 28 aprile 2000   | LINEAR               |
| 138407 -            | 2000 HR27                | 28 aprile 2000   | LINEAR               |
| 138408 -            | 2000 HY28                | 30 aprile 2000   | LINEAR               |
| 138409 -            | 2000 HH30                | 28 aprile 2000   | LINEAR               |
| 138410 -            | 2000 HV31                | 29 aprile 2000   | LINEAR               |
| 138411 -            | 2000 HY33                | 25 aprile 2000   | LONEOS               |
| 138412 -            | 2000 HD34                | 25 aprile 2000   | LONEOS               |
| 138413 -            | 2000 HW39                | 30 aprile 2000   | Spacewatch           |
| 138414 -            | 2000 HY41                | 29 aprile 2000   | LINEAR               |
| 138415 -            | 2000 HM44                | 26 aprile 2000   | LONEOS               |
| 138416 -            | 2000 HB45                | 26 aprile 2000   | LONEOS               |
| 138417 -            | 2000 HN48                | 29 aprile 2000   | LINEAR               |
| 138418 -            | 2000 HZ48                | 29 aprile 2000   | LINEAR               |
| 138419 -            | 2000 HU56                | 24 aprile 2000   | LONEOS               |
| 138420 -            | 2000 HA57                | 24 aprile 2000   | LONEOS               |
| 138421 -            | 2000 HJ59                | 25 aprile 2000   | LONEOS               |
| 138422 -            | 2000 HP60                | 25 aprile 2000   | LONEOS               |
| 138423 -            | 2000 HB64                | 26 aprile 2000   | LONEOS               |
| 138424 -            | 2000 HP66                | 26 aprile 2000   | Spacewatch           |
| 138425 -            | 2000 HV68                | 29 aprile 2000   | LINEAR               |
| 138426 -            | 2000 HY69                | 26 aprile 2000   | LONEOS               |
| 138427 -            | 2000 HG75                | 27 aprile 2000   | LINEAR               |
| 138428 -            | 2000 HG77                | 28 aprile 2000   | LONEOS               |
| 138429 -            | 2000 HP77                | 28 aprile 2000   | LONEOS               |
| 138430 -            | 2000 HS80                | 28 aprile 2000   | LONEOS               |
| 138431 -            | 2000 HZ81                | 29 aprile 2000   | LINEAR               |
| 138432 -            | 2000 HM82                | 29 aprile 2000   | LINEAR               |
| 138433 -            | 2000 HV82                | 29 aprile 2000   | LINEAR               |
| 138434 -            | 2000 HF83                | 29 aprile 2000   | LINEAR               |
| 138435 -            | 2000 HX87                | 27 aprile 2000   | LINEAR               |
| 138436 -            | 2000 HA89                | 29 aprile 2000   | LINEAR               |
| 138437 -            | 2000 HN89                | 29 aprile 2000   | LINEAR               |
| 138438 -            | 2000 HG95                | 28 aprile 2000   | LINEAR               |
| 138439 -            | 2000 HD98                | 26 aprile 2000   | Ondřejov Observatory |
| 138440 -            | 2000 HP99                | 26 aprile 2000   | LONEOS               |
| 138441 -            | 2000 HB100               | 27 aprile 2000   | LINEAR               |
| 138442 -            | 2000 HN103               | 27 aprile 2000   | LONEOS               |
| 138443 -            | 2000 HR104               | 25 aprile 2000   | Spacewatch           |
| 138444 -            | 2000 JS1                 | 1 maggio 2000    | LINEAR               |
| 138445 Westenburger | 2000 JF2                 | 2 maggio 2000    | Drebach              |
| 138446 -            | 2000 JP4                 | 1 maggio 2000    | Spacewatch           |
| 138447 -            | 2000 JQ6                 | 4 maggio 2000    | LINEAR               |
| 138448 -            | 2000 JV7                 | 4 maggio 2000    | Spacewatch           |
| 138449 -            | 2000 JF8                 | 5 maggio 2000    | Spacewatch           |
| 138450 -            | 2000 JQ8                 | 4 maggio 2000    | LINEAR               |
| 138451 -            | 2000 JR9                 | 3 maggio 2000    | LINEAR               |
| 138452 -            | 2000 JO10                | 7 maggio 2000    | LINEAR               |
| 138453 -            | 2000 JO11                | 3 maggio 2000    | LINEAR               |
| 138454 -            | 2000 JQ11                | 3 maggio 2000    | LINEAR               |
| 138455 -            | 2000 JQ13                | 6 maggio 2000    | LINEAR               |
| 138456 -            | 2000 JD21                | 6 maggio 2000    | LINEAR               |
| 138457 -            | 2000 JN23                | 7 maggio 2000    | LINEAR               |
| 138458 -            | 2000 JS24                | 7 maggio 2000    | LINEAR               |
| 138459 -            | 2000 JQ31                | 7 maggio 2000    | LINEAR               |
| 138460 -            | 2000 JP33                | 7 maggio 2000    | LINEAR               |
| 138461 -            | 2000 JA35                | 7 maggio 2000    | LINEAR               |
| 138462 -            | 2000 JO41                | 7 maggio 2000    | LINEAR               |
| 138463 -            | 2000 JV41                | 7 maggio 2000    | LINEAR               |
| 138464 -            | 2000 JJ42                | 7 maggio 2000    | LINEAR               |
| 138465 -            | 2000 JV42                | 7 maggio 2000    | LINEAR               |
| 138466 -            | 2000 JO43                | 7 maggio 2000    | LINEAR               |
| 138467 -            | 2000 JL44                | 7 maggio 2000    | LINEAR               |
| 138468 -            | 2000 JW44                | 7 maggio 2000    | LINEAR               |
| 138469 -            | 2000 JJ56                | 6 maggio 2000    | LINEAR               |
| 138470 -            | 2000 JF60                | 7 maggio 2000    | LINEAR               |
| 138471 -            | 2000 JC75                | 5 maggio 2000    | LONEOS               |
| 138472 -            | 2000 JB77                | 7 maggio 2000    | LINEAR               |
| 138473 -            | 2000 JT78                | 4 maggio 2000    | Spacewatch           |
| 138474 -            | 2000 JP79                | 5 maggio 2000    | LINEAR               |
| 138475 -            | 2000 JD84                | 5 maggio 2000    | LINEAR               |
| 138476 -            | 2000 JJ85                | 4 maggio 2000    | LONEOS               |
| 138477 -            | 2000 JY86                | 1 maggio 2000    | Spacewatch           |
| 138478 -            | 2000 JF87                | 2 maggio 2000    | T. L. Farnham        |
| 138479 -            | 2000 KU2                 | 26 maggio 2000   | LINEAR               |
| 138480 -            | 2000 KZ2                 | 27 maggio 2000   | LINEAR               |
| 138481 -            | 2000 KD3                 | 26 maggio 2000   | Spacewatch           |
| 138482 -            | 2000 KR4                 | 27 maggio 2000   | LINEAR               |
| 138483 -            | 2000 KT7                 | 27 maggio 2000   | LINEAR               |
| 138484 -            | 2000 KD9                 | 28 maggio 2000   | LINEAR               |
| 138485 -            | 2000 KY9                 | 28 maggio 2000   | LINEAR               |
| 138486 -            | 2000 KH11                | 28 maggio 2000   | LINEAR               |
| 138487 -            | 2000 KF15                | 28 maggio 2000   | LINEAR               |
| 138488 -            | 2000 KY16                | 28 maggio 2000   | LINEAR               |
| 138489 -            | 2000 KL17                | 28 maggio 2000   | LINEAR               |
| 138490 -            | 2000 KK20                | 28 maggio 2000   | LINEAR               |
| 138491 -            | 2000 KE27                | 28 maggio 2000   | LINEAR               |
| 138492 -            | 2000 KF34                | 27 maggio 2000   | LINEAR               |
| 138493 -            | 2000 KQ35                | 27 maggio 2000   | LINEAR               |
| 138494 -            | 2000 KD37                | 24 maggio 2000   | Spacewatch           |
| 138495 -            | 2000 KG37                | 24 maggio 2000   | Spacewatch           |
| 138496 -            | 2000 KE38                | 24 maggio 2000   | Spacewatch           |
| 138497 -            | 2000 KS42                | 25 maggio 2000   | Spacewatch           |
| 138498 -            | 2000 KV42                | 25 maggio 2000   | Spacewatch           |
| 138499 -            | 2000 KE43                | 26 maggio 2000   | Spacewatch           |
| 138500 -            | 2000 KF51                | 30 maggio 2000   | Spacewatch           |

## 138501-138600
| Nome     | Designazione provvisoria | Data di scoperta | Scopritore             |
| -------- | ------------------------ | ---------------- | ---------------------- |
| 138501 - | 2000 KH52                | 23 maggio 2000   | LONEOS                 |
| 138502 - | 2000 KQ52                | 24 maggio 2000   | LONEOS                 |
| 138503 - | 2000 KC58                | 24 maggio 2000   | LONEOS                 |
| 138504 - | 2000 KW62                | 26 maggio 2000   | LONEOS                 |
| 138505 - | 2000 KY63                | 26 maggio 2000   | LONEOS                 |
| 138506 - | 2000 KP64                | 27 maggio 2000   | LINEAR                 |
| 138507 - | 2000 KA68                | 30 maggio 2000   | LINEAR                 |
| 138508 - | 2000 KO69                | 29 maggio 2000   | LINEAR                 |
| 138509 - | 2000 KO72                | 28 maggio 2000   | LINEAR                 |
| 138510 - | 2000 KT73                | 27 maggio 2000   | LINEAR                 |
| 138511 - | 2000 KZ82                | 25 maggio 2000   | LONEOS                 |
| 138512 - | 2000 LE3                 | 3 giugno 2000    | LONEOS                 |
| 138513 - | 2000 LT6                 | 1 giugno 2000    | Spacewatch             |
| 138514 - | 2000 LA10                | 7 giugno 2000    | LINEAR                 |
| 138515 - | 2000 LN24                | 1 giugno 2000    | LINEAR                 |
| 138516 - | 2000 LM32                | 4 giugno 2000    | LINEAR                 |
| 138517 - | 2000 LO32                | 4 giugno 2000    | LINEAR                 |
| 138518 - | 2000 NB7                 | 4 luglio 2000    | Spacewatch             |
| 138519 - | 2000 NE12                | 5 luglio 2000    | LONEOS                 |
| 138520 - | 2000 NK14                | 5 luglio 2000    | LONEOS                 |
| 138521 - | 2000 NL18                | 5 luglio 2000    | LONEOS                 |
| 138522 - | 2000 NW19                | 5 luglio 2000    | LONEOS                 |
| 138523 - | 2000 NL20                | 6 luglio 2000    | Spacewatch             |
| 138524 - | 2000 OJ8                 | 30 luglio 2000   | LINEAR                 |
| 138525 - | 2000 OP8                 | 23 luglio 2000   | LINEAR                 |
| 138526 - | 2000 OR8                 | 23 luglio 2000   | LINEAR                 |
| 138527 - | 2000 OJ20                | 30 luglio 2000   | LINEAR                 |
| 138528 - | 2000 OX21                | 30 luglio 2000   | J. Broughton           |
| 138529 - | 2000 OB31                | 30 luglio 2000   | LINEAR                 |
| 138530 - | 2000 OJ34                | 30 luglio 2000   | LINEAR                 |
| 138531 - | 2000 OC38                | 30 luglio 2000   | LINEAR                 |
| 138532 - | 2000 OA40                | 30 luglio 2000   | LINEAR                 |
| 138533 - | 2000 OF40                | 30 luglio 2000   | LINEAR                 |
| 138534 - | 2000 OT41                | 30 luglio 2000   | LINEAR                 |
| 138535 - | 2000 OO57                | 29 luglio 2000   | LONEOS                 |
| 138536 - | 2000 OZ59                | 29 luglio 2000   | LONEOS                 |
| 138537 - | 2000 OK67                | 29 luglio 2000   | M. W. Buie, S. D. Kern |
| 138538 - | 2000 PL3                 | 1 agosto 2000    | LINEAR                 |
| 138539 - | 2000 PB6                 | 5 agosto 2000    | NEAT                   |
| 138540 - | 2000 PZ14                | 1 agosto 2000    | LINEAR                 |
| 138541 - | 2000 PV20                | 1 agosto 2000    | LINEAR                 |
| 138542 - | 2000 PK25                | 3 agosto 2000    | Spacewatch             |
| 138543 - | 2000 QR6                 | 25 agosto 2000   | S. Sposetti            |
| 138544 - | 2000 QY9                 | 24 agosto 2000   | LINEAR                 |
| 138545 - | 2000 QD11                | 24 agosto 2000   | LINEAR                 |
| 138546 - | 2000 QM12                | 24 agosto 2000   | LINEAR                 |
| 138547 - | 2000 QA15                | 24 agosto 2000   | LINEAR                 |
| 138548 - | 2000 QN16                | 24 agosto 2000   | LINEAR                 |
| 138549 - | 2000 QY21                | 24 agosto 2000   | LINEAR                 |
| 138550 - | 2000 QD31                | 26 agosto 2000   | LINEAR                 |
| 138551 - | 2000 QF32                | 26 agosto 2000   | LINEAR                 |
| 138552 - | 2000 QF33                | 26 agosto 2000   | LINEAR                 |
| 138553 - | 2000 QZ40                | 24 agosto 2000   | LINEAR                 |
| 138554 - | 2000 QN44                | 24 agosto 2000   | LINEAR                 |
| 138555 - | 2000 QS44                | 24 agosto 2000   | LINEAR                 |
| 138556 - | 2000 QC47                | 24 agosto 2000   | LINEAR                 |
| 138557 - | 2000 QS47                | 24 agosto 2000   | LINEAR                 |
| 138558 - | 2000 QP51                | 24 agosto 2000   | LINEAR                 |
| 138559 - | 2000 QZ56                | 26 agosto 2000   | LINEAR                 |
| 138560 - | 2000 QM59                | 26 agosto 2000   | LINEAR                 |
| 138561 - | 2000 QY66                | 28 agosto 2000   | LINEAR                 |
| 138562 - | 2000 QC68                | 28 agosto 2000   | LINEAR                 |
| 138563 - | 2000 QE69                | 27 agosto 2000   | J. V. McClusky         |
| 138564 - | 2000 QH74                | 24 agosto 2000   | LINEAR                 |
| 138565 - | 2000 QG76                | 24 agosto 2000   | LINEAR                 |
| 138566 - | 2000 QS78                | 24 agosto 2000   | LINEAR                 |
| 138567 - | 2000 QU79                | 24 agosto 2000   | LINEAR                 |
| 138568 - | 2000 QK81                | 24 agosto 2000   | LINEAR                 |
| 138569 - | 2000 QQ81                | 24 agosto 2000   | LINEAR                 |
| 138570 - | 2000 QS84                | 25 agosto 2000   | LINEAR                 |
| 138571 - | 2000 QY87                | 25 agosto 2000   | LINEAR                 |
| 138572 - | 2000 QV92                | 25 agosto 2000   | LINEAR                 |
| 138573 - | 2000 QB107               | 29 agosto 2000   | LINEAR                 |
| 138574 - | 2000 QS109               | 31 agosto 2000   | Spacewatch             |
| 138575 - | 2000 QG114               | 24 agosto 2000   | LINEAR                 |
| 138576 - | 2000 QU114               | 24 agosto 2000   | LINEAR                 |
| 138577 - | 2000 QX122               | 25 agosto 2000   | LINEAR                 |
| 138578 - | 2000 QL124               | 28 agosto 2000   | LINEAR                 |
| 138579 - | 2000 QA132               | 26 agosto 2000   | LINEAR                 |
| 138580 - | 2000 QC132               | 26 agosto 2000   | LINEAR                 |
| 138581 - | 2000 QQ133               | 26 agosto 2000   | LINEAR                 |
| 138582 - | 2000 QP134               | 26 agosto 2000   | LINEAR                 |
| 138583 - | 2000 QF136               | 29 agosto 2000   | LINEAR                 |
| 138584 - | 2000 QC139               | 31 agosto 2000   | LINEAR                 |
| 138585 - | 2000 QG140               | 31 agosto 2000   | LINEAR                 |
| 138586 - | 2000 QL142               | 31 agosto 2000   | LINEAR                 |
| 138587 - | 2000 QF143               | 31 agosto 2000   | LINEAR                 |
| 138588 - | 2000 QY146               | 31 agosto 2000   | LINEAR                 |
| 138589 - | 2000 QC154               | 31 agosto 2000   | LINEAR                 |
| 138590 - | 2000 QN154               | 31 agosto 2000   | LINEAR                 |
| 138591 - | 2000 QB156               | 31 agosto 2000   | LINEAR                 |
| 138592 - | 2000 QD160               | 31 agosto 2000   | LINEAR                 |
| 138593 - | 2000 QH160               | 31 agosto 2000   | LINEAR                 |
| 138594 - | 2000 QM160               | 31 agosto 2000   | LINEAR                 |
| 138595 - | 2000 QD161               | 31 agosto 2000   | LINEAR                 |
| 138596 - | 2000 QL161               | 31 agosto 2000   | LINEAR                 |
| 138597 - | 2000 QZ161               | 31 agosto 2000   | LINEAR                 |
| 138598 - | 2000 QV164               | 31 agosto 2000   | LINEAR                 |
| 138599 - | 2000 QO166               | 31 agosto 2000   | LINEAR                 |
| 138600 - | 2000 QJ174               | 31 agosto 2000   | LINEAR                 |

## 138601-138700
| Nome                  | Designazione provvisoria | Data di scoperta  | Scopritore     |
| --------------------- | ------------------------ | ----------------- | -------------- |
| 138601 -              | 2000 QK175               | 31 agosto 2000    | LINEAR         |
| 138602 -              | 2000 QY176               | 31 agosto 2000    | LINEAR         |
| 138603 -              | 2000 QG177               | 31 agosto 2000    | LINEAR         |
| 138604 -              | 2000 QO177               | 31 agosto 2000    | LINEAR         |
| 138605 -              | 2000 QW177               | 31 agosto 2000    | LINEAR         |
| 138606 -              | 2000 QR179               | 31 agosto 2000    | LINEAR         |
| 138607 -              | 2000 QF184               | 26 agosto 2000    | LINEAR         |
| 138608 -              | 2000 QX184               | 26 agosto 2000    | LINEAR         |
| 138609 -              | 2000 QH188               | 26 agosto 2000    | LINEAR         |
| 138610 -              | 2000 QY188               | 26 agosto 2000    | LINEAR         |
| 138611 -              | 2000 QJ189               | 26 agosto 2000    | LINEAR         |
| 138612 -              | 2000 QM194               | 31 agosto 2000    | LINEAR         |
| 138613 -              | 2000 QV196               | 29 agosto 2000    | LINEAR         |
| 138614 -              | 2000 QO197               | 29 agosto 2000    | LINEAR         |
| 138615 -              | 2000 QY197               | 29 agosto 2000    | LINEAR         |
| 138616 -              | 2000 QZ204               | 31 agosto 2000    | LINEAR         |
| 138617 -              | 2000 QP205               | 31 agosto 2000    | LINEAR         |
| 138618 -              | 2000 QZ209               | 31 agosto 2000    | LINEAR         |
| 138619 -              | 2000 QL211               | 31 agosto 2000    | LINEAR         |
| 138620 -              | 2000 QD220               | 21 agosto 2000    | LONEOS         |
| 138621 -              | 2000 QQ221               | 21 agosto 2000    | LONEOS         |
| 138622 -              | 2000 QU221               | 21 agosto 2000    | LONEOS         |
| 138623 -              | 2000 QQ225               | 29 agosto 2000    | LINEAR         |
| 138624 -              | 2000 QX226               | 31 agosto 2000    | LINEAR         |
| 138625 -              | 2000 QL244               | 24 agosto 2000    | LINEAR         |
| 138626 Tanguybertrand | 2000 QM248               | 28 agosto 2000    | M. W. Buie     |
| 138627 -              | 2000 QK250               | 20 agosto 2000    | LONEOS         |
| 138628 -              | 2000 QM251               | 25 agosto 2000    | M. W. Buie     |
| 138629 -              | 2000 RR                  | 1 settembre 2000  | LINEAR         |
| 138630 -              | 2000 RU                  | 1 settembre 2000  | LINEAR         |
| 138631 -              | 2000 RE8                 | 1 settembre 2000  | LINEAR         |
| 138632 -              | 2000 RS14                | 1 settembre 2000  | LINEAR         |
| 138633 -              | 2000 RD15                | 1 settembre 2000  | LINEAR         |
| 138634 -              | 2000 RW15                | 1 settembre 2000  | LINEAR         |
| 138635 -              | 2000 RP17                | 1 settembre 2000  | LINEAR         |
| 138636 -              | 2000 RJ18                | 1 settembre 2000  | LINEAR         |
| 138637 -              | 2000 RN20                | 1 settembre 2000  | LINEAR         |
| 138638 -              | 2000 RF24                | 1 settembre 2000  | LINEAR         |
| 138639 -              | 2000 RH24                | 1 settembre 2000  | LINEAR         |
| 138640 -              | 2000 RO26                | 1 settembre 2000  | LINEAR         |
| 138641 -              | 2000 RH27                | 1 settembre 2000  | LINEAR         |
| 138642 -              | 2000 RV27                | 1 settembre 2000  | LINEAR         |
| 138643 -              | 2000 RH29                | 1 settembre 2000  | LINEAR         |
| 138644 -              | 2000 RQ30                | 1 settembre 2000  | LINEAR         |
| 138645 -              | 2000 RQ31                | 1 settembre 2000  | LINEAR         |
| 138646 -              | 2000 RK34                | 1 settembre 2000  | LINEAR         |
| 138647 -              | 2000 RK39                | 1 settembre 2000  | LINEAR         |
| 138648 -              | 2000 RL39                | 1 settembre 2000  | LINEAR         |
| 138649 -              | 2000 RZ39                | 3 settembre 2000  | LINEAR         |
| 138650 -              | 2000 RY53                | 1 settembre 2000  | LINEAR         |
| 138651 -              | 2000 RQ59                | 7 settembre 2000  | Spacewatch     |
| 138652 -              | 2000 RR63                | 3 settembre 2000  | LINEAR         |
| 138653 -              | 2000 RT76                | 4 settembre 2000  | LINEAR         |
| 138654 -              | 2000 RP77                | 8 settembre 2000  | L. Šarounová   |
| 138655 -              | 2000 RG81                | 1 settembre 2000  | LINEAR         |
| 138656 -              | 2000 RQ81                | 1 settembre 2000  | LINEAR         |
| 138657 -              | 2000 RU81                | 1 settembre 2000  | LINEAR         |
| 138658 -              | 2000 RA84                | 2 settembre 2000  | LINEAR         |
| 138659 -              | 2000 RQ88                | 3 settembre 2000  | LINEAR         |
| 138660 -              | 2000 RR88                | 3 settembre 2000  | LINEAR         |
| 138661 -              | 2000 RH89                | 3 settembre 2000  | LINEAR         |
| 138662 -              | 2000 RV89                | 3 settembre 2000  | LINEAR         |
| 138663 -              | 2000 RE91                | 3 settembre 2000  | LINEAR         |
| 138664 -              | 2000 RK93                | 4 settembre 2000  | LONEOS         |
| 138665 -              | 2000 RE96                | 4 settembre 2000  | NEAT           |
| 138666 -              | 2000 RX96                | 5 settembre 2000  | LONEOS         |
| 138667 -              | 2000 RZ99                | 5 settembre 2000  | LONEOS         |
| 138668 -              | 2000 RB103               | 5 settembre 2000  | LONEOS         |
| 138669 -              | 2000 RJ104               | 6 settembre 2000  | LINEAR         |
| 138670 -              | 2000 RH106               | 3 settembre 2000  | LINEAR         |
| 138671 -              | 2000 SY3                 | 20 settembre 2000 | LINEAR         |
| 138672 -              | 2000 SL4                 | 22 settembre 2000 | Spacewatch     |
| 138673 -              | 2000 SH6                 | 20 settembre 2000 | LINEAR         |
| 138674 -              | 2000 SJ6                 | 20 settembre 2000 | LINEAR         |
| 138675 -              | 2000 SU8                 | 23 settembre 2000 | P. G. Comba    |
| 138676 -              | 2000 SZ15                | 23 settembre 2000 | LINEAR         |
| 138677 -              | 2000 SU16                | 23 settembre 2000 | LINEAR         |
| 138678 -              | 2000 SS23                | 26 settembre 2000 | W. K. Y. Yeung |
| 138679 -              | 2000 SD30                | 24 settembre 2000 | LINEAR         |
| 138680 -              | 2000 SN31                | 24 settembre 2000 | LINEAR         |
| 138681 -              | 2000 SX32                | 24 settembre 2000 | LINEAR         |
| 138682 -              | 2000 SJ34                | 24 settembre 2000 | LINEAR         |
| 138683 -              | 2000 SS35                | 24 settembre 2000 | LINEAR         |
| 138684 -              | 2000 SS40                | 24 settembre 2000 | LINEAR         |
| 138685 -              | 2000 SM45                | 22 settembre 2000 | LINEAR         |
| 138686 -              | 2000 SK50                | 23 settembre 2000 | LINEAR         |
| 138687 -              | 2000 SJ51                | 23 settembre 2000 | LINEAR         |
| 138688 -              | 2000 SE53                | 24 settembre 2000 | LINEAR         |
| 138689 -              | 2000 SW55                | 24 settembre 2000 | LINEAR         |
| 138690 -              | 2000 SY56                | 24 settembre 2000 | LINEAR         |
| 138691 -              | 2000 SP57                | 24 settembre 2000 | LINEAR         |
| 138692 -              | 2000 SV58                | 24 settembre 2000 | LINEAR         |
| 138693 -              | 2000 ST59                | 24 settembre 2000 | LINEAR         |
| 138694 -              | 2000 SV59                | 24 settembre 2000 | LINEAR         |
| 138695 -              | 2000 SD60                | 24 settembre 2000 | LINEAR         |
| 138696 -              | 2000 SB69                | 24 settembre 2000 | LINEAR         |
| 138697 -              | 2000 ST69                | 24 settembre 2000 | LINEAR         |
| 138698 -              | 2000 SQ76                | 24 settembre 2000 | LINEAR         |
| 138699 -              | 2000 SL77                | 24 settembre 2000 | LINEAR         |
| 138700 -              | 2000 SD79                | 24 settembre 2000 | LINEAR         |

## 138701-138800
| Nome     | Designazione provvisoria | Data di scoperta  | Scopritore |
| -------- | ------------------------ | ----------------- | ---------- |
| 138701 - | 2000 SJ80                | 24 settembre 2000 | LINEAR     |
| 138702 - | 2000 SW85                | 24 settembre 2000 | LINEAR     |
| 138703 - | 2000 SK89                | 28 settembre 2000 | LINEAR     |
| 138704 - | 2000 SO90                | 22 settembre 2000 | LINEAR     |
| 138705 - | 2000 SU90                | 22 settembre 2000 | LINEAR     |
| 138706 - | 2000 SR92                | 23 settembre 2000 | LINEAR     |
| 138707 - | 2000 SP95                | 23 settembre 2000 | LINEAR     |
| 138708 - | 2000 SW95                | 23 settembre 2000 | LINEAR     |
| 138709 - | 2000 SJ101               | 24 settembre 2000 | LINEAR     |
| 138710 - | 2000 SE103               | 24 settembre 2000 | LINEAR     |
| 138711 - | 2000 SN104               | 24 settembre 2000 | LINEAR     |
| 138712 - | 2000 SJ105               | 24 settembre 2000 | LINEAR     |
| 138713 - | 2000 SK117               | 24 settembre 2000 | LINEAR     |
| 138714 - | 2000 SC126               | 24 settembre 2000 | LINEAR     |
| 138715 - | 2000 SK129               | 22 settembre 2000 | LINEAR     |
| 138716 - | 2000 SU130               | 22 settembre 2000 | LINEAR     |
| 138717 - | 2000 SB135               | 23 settembre 2000 | LINEAR     |
| 138718 - | 2000 SW139               | 23 settembre 2000 | LINEAR     |
| 138719 - | 2000 SB144               | 24 settembre 2000 | LINEAR     |
| 138720 - | 2000 SV156               | 25 settembre 2000 | LINEAR     |
| 138721 - | 2000 SY156               | 26 settembre 2000 | LINEAR     |
| 138722 - | 2000 SA157               | 26 settembre 2000 | LINEAR     |
| 138723 - | 2000 SY158               | 27 settembre 2000 | Spacewatch |
| 138724 - | 2000 SZ164               | 23 settembre 2000 | LINEAR     |
| 138725 - | 2000 SF175               | 28 settembre 2000 | LINEAR     |
| 138726 - | 2000 SY176               | 28 settembre 2000 | LINEAR     |
| 138727 - | 2000 SU180               | 27 settembre 2000 | LINEAR     |
| 138728 - | 2000 SO186               | 21 settembre 2000 | NEAT       |
| 138729 - | 2000 SB187               | 21 settembre 2000 | NEAT       |
| 138730 - | 2000 SP187               | 21 settembre 2000 | NEAT       |
| 138731 - | 2000 SE191               | 24 settembre 2000 | LINEAR     |
| 138732 - | 2000 SG191               | 24 settembre 2000 | LINEAR     |
| 138733 - | 2000 SB195               | 24 settembre 2000 | LINEAR     |
| 138734 - | 2000 SG195               | 24 settembre 2000 | LINEAR     |
| 138735 - | 2000 SR199               | 24 settembre 2000 | LINEAR     |
| 138736 - | 2000 SV199               | 24 settembre 2000 | LINEAR     |
| 138737 - | 2000 SX201               | 24 settembre 2000 | LINEAR     |
| 138738 - | 2000 SZ203               | 24 settembre 2000 | LINEAR     |
| 138739 - | 2000 SF206               | 24 settembre 2000 | LINEAR     |
| 138740 - | 2000 SB209               | 25 settembre 2000 | LINEAR     |
| 138741 - | 2000 SE213               | 25 settembre 2000 | LINEAR     |
| 138742 - | 2000 SR223               | 27 settembre 2000 | LINEAR     |
| 138743 - | 2000 SC225               | 27 settembre 2000 | LINEAR     |
| 138744 - | 2000 SB235               | 24 settembre 2000 | LINEAR     |
| 138745 - | 2000 SM235               | 24 settembre 2000 | LINEAR     |
| 138746 - | 2000 SD246               | 24 settembre 2000 | LINEAR     |
| 138747 - | 2000 SR246               | 24 settembre 2000 | LINEAR     |
| 138748 - | 2000 SU246               | 24 settembre 2000 | LINEAR     |
| 138749 - | 2000 SD253               | 24 settembre 2000 | LINEAR     |
| 138750 - | 2000 SH253               | 24 settembre 2000 | LINEAR     |
| 138751 - | 2000 SC259               | 24 settembre 2000 | LINEAR     |
| 138752 - | 2000 SP259               | 24 settembre 2000 | LINEAR     |
| 138753 - | 2000 SP270               | 27 settembre 2000 | LINEAR     |
| 138754 - | 2000 SA272               | 28 settembre 2000 | LINEAR     |
| 138755 - | 2000 SL272               | 28 settembre 2000 | LINEAR     |
| 138756 - | 2000 SC273               | 28 settembre 2000 | LINEAR     |
| 138757 - | 2000 SR280               | 30 settembre 2000 | LINEAR     |
| 138758 - | 2000 SS280               | 30 settembre 2000 | LINEAR     |
| 138759 - | 2000 SK281               | 23 settembre 2000 | LINEAR     |
| 138760 - | 2000 SO283               | 23 settembre 2000 | LINEAR     |
| 138761 - | 2000 SN286               | 26 settembre 2000 | LINEAR     |
| 138762 - | 2000 SR287               | 26 settembre 2000 | LINEAR     |
| 138763 - | 2000 SX290               | 27 settembre 2000 | LINEAR     |
| 138764 - | 2000 SP292               | 27 settembre 2000 | LINEAR     |
| 138765 - | 2000 SD306               | 30 settembre 2000 | LINEAR     |
| 138766 - | 2000 SL308               | 30 settembre 2000 | LINEAR     |
| 138767 - | 2000 ST313               | 27 settembre 2000 | LINEAR     |
| 138768 - | 2000 SM314               | 28 settembre 2000 | LINEAR     |
| 138769 - | 2000 SP314               | 28 settembre 2000 | LINEAR     |
| 138770 - | 2000 SK315               | 28 settembre 2000 | LINEAR     |
| 138771 - | 2000 SP316               | 30 settembre 2000 | LINEAR     |
| 138772 - | 2000 SH317               | 30 settembre 2000 | LINEAR     |
| 138773 - | 2000 SS318               | 26 settembre 2000 | LINEAR     |
| 138774 - | 2000 SJ320               | 29 settembre 2000 | Spacewatch |
| 138775 - | 2000 SA328               | 30 settembre 2000 | LINEAR     |
| 138776 - | 2000 SH328               | 30 settembre 2000 | Spacewatch |
| 138777 - | 2000 SX330               | 27 settembre 2000 | Spacewatch |
| 138778 - | 2000 ST334               | 26 settembre 2000 | Spacewatch |
| 138779 - | 2000 SL335               | 26 settembre 2000 | Spacewatch |
| 138780 - | 2000 SR338               | 25 settembre 2000 | NEAT       |
| 138781 - | 2000 SH339               | 25 settembre 2000 | LINEAR     |
| 138782 - | 2000 SV344               | 20 settembre 2000 | LINEAR     |
| 138783 - | 2000 SJ349               | 30 settembre 2000 | LONEOS     |
| 138784 - | 2000 SN350               | 29 settembre 2000 | LONEOS     |
| 138785 - | 2000 SA351               | 29 settembre 2000 | LONEOS     |
| 138786 - | 2000 SL355               | 29 settembre 2000 | LONEOS     |
| 138787 - | 2000 SJ358               | 23 settembre 2000 | LINEAR     |
| 138788 - | 2000 SQ359               | 26 settembre 2000 | LONEOS     |
| 138789 - | 2000 SU362               | 20 settembre 2000 | LINEAR     |
| 138790 - | 2000 SZ362               | 19 settembre 2000 | Spacewatch |
| 138791 - | 2000 SK363               | 21 settembre 2000 | LONEOS     |
| 138792 - | 2000 SP365               | 21 settembre 2000 | LONEOS     |
| 138793 - | 2000 SV368               | 25 settembre 2000 | GCHQ       |
| 138794 - | 2000 TU2                 | 1 ottobre 2000    | LINEAR     |
| 138795 - | 2000 TB4                 | 1 ottobre 2000    | LINEAR     |
| 138796 - | 2000 TV6                 | 1 ottobre 2000    | LINEAR     |
| 138797 - | 2000 TR9                 | 1 ottobre 2000    | LINEAR     |
| 138798 - | 2000 TA13                | 1 ottobre 2000    | LINEAR     |
| 138799 - | 2000 TT15                | 1 ottobre 2000    | LINEAR     |
| 138800 - | 2000 TZ19                | 1 ottobre 2000    | LINEAR     |

## 138801-138900
| Nome     | Designazione provvisoria | Data di scoperta | Scopritore     |
| -------- | ------------------------ | ---------------- | -------------- |
| 138801 - | 2000 TJ26                | 1 ottobre 2000   | LINEAR         |
| 138802 - | 2000 TL27                | 3 ottobre 2000   | LINEAR         |
| 138803 - | 2000 TT34                | 6 ottobre 2000   | LONEOS         |
| 138804 - | 2000 TG36                | 6 ottobre 2000   | LONEOS         |
| 138805 - | 2000 TE39                | 1 ottobre 2000   | LINEAR         |
| 138806 - | 2000 TK39                | 1 ottobre 2000   | LINEAR         |
| 138807 - | 2000 TA43                | 1 ottobre 2000   | LINEAR         |
| 138808 - | 2000 TD43                | 1 ottobre 2000   | LINEAR         |
| 138809 - | 2000 TF43                | 1 ottobre 2000   | LINEAR         |
| 138810 - | 2000 TB50                | 1 ottobre 2000   | LONEOS         |
| 138811 - | 2000 TW50                | 1 ottobre 2000   | LINEAR         |
| 138812 - | 2000 TY54                | 1 ottobre 2000   | LINEAR         |
| 138813 - | 2000 TO56                | 2 ottobre 2000   | LONEOS         |
| 138814 - | 2000 TD58                | 2 ottobre 2000   | LINEAR         |
| 138815 - | 2000 TQ64                | 7 ottobre 2000   | Spacewatch     |
| 138816 - | 2000 TG65                | 1 ottobre 2000   | LINEAR         |
| 138817 - | 2000 UR8                 | 24 ottobre 2000  | LINEAR         |
| 138818 - | 2000 UK15                | 29 ottobre 2000  | J. M. Roe      |
| 138819 - | 2000 UL22                | 24 ottobre 2000  | LINEAR         |
| 138820 - | 2000 UN22                | 24 ottobre 2000  | LINEAR         |
| 138821 - | 2000 UM23                | 24 ottobre 2000  | LINEAR         |
| 138822 - | 2000 UR23                | 24 ottobre 2000  | LINEAR         |
| 138823 - | 2000 UR24                | 24 ottobre 2000  | LINEAR         |
| 138824 - | 2000 UK28                | 25 ottobre 2000  | LINEAR         |
| 138825 - | 2000 UR31                | 29 ottobre 2000  | Spacewatch     |
| 138826 - | 2000 UY42                | 24 ottobre 2000  | LINEAR         |
| 138827 - | 2000 UB44                | 24 ottobre 2000  | LINEAR         |
| 138828 - | 2000 UD52                | 24 ottobre 2000  | LINEAR         |
| 138829 - | 2000 UL58                | 25 ottobre 2000  | LINEAR         |
| 138830 - | 2000 UJ62                | 25 ottobre 2000  | LINEAR         |
| 138831 - | 2000 UD68                | 25 ottobre 2000  | LINEAR         |
| 138832 - | 2000 UX88                | 31 ottobre 2000  | LINEAR         |
| 138833 - | 2000 UE91                | 25 ottobre 2000  | LINEAR         |
| 138834 - | 2000 UQ92                | 25 ottobre 2000  | LINEAR         |
| 138835 - | 2000 UZ97                | 25 ottobre 2000  | LINEAR         |
| 138836 - | 2000 UW100               | 25 ottobre 2000  | LINEAR         |
| 138837 - | 2000 UC109               | 31 ottobre 2000  | LINEAR         |
| 138838 - | 2000 VL3                 | 1 novembre 2000  | W. K. Y. Yeung |
| 138839 - | 2000 VA10                | 1 novembre 2000  | LINEAR         |
| 138840 - | 2000 VB10                | 1 novembre 2000  | LINEAR         |
| 138841 - | 2000 VT15                | 1 novembre 2000  | LINEAR         |
| 138842 - | 2000 VN22                | 1 novembre 2000  | LINEAR         |
| 138843 - | 2000 VF39                | 2 novembre 2000  | LINEAR         |
| 138844 - | 2000 VC41                | 1 novembre 2000  | LINEAR         |
| 138845 - | 2000 VV57                | 3 novembre 2000  | LINEAR         |
| 138846 - | 2000 VJ61                | 2 novembre 2000  | LINEAR         |
| 138847 - | 2000 VE62                | 3 novembre 2000  | LINEAR         |
| 138848 - | 2000 WD1                 | 16 novembre 2000 | Spacewatch     |
| 138849 - | 2000 WL3                 | 17 novembre 2000 | LINEAR         |
| 138850 - | 2000 WR6                 | 19 novembre 2000 | LINEAR         |
| 138851 - | 2000 WW7                 | 20 novembre 2000 | LINEAR         |
| 138852 - | 2000 WN10                | 20 novembre 2000 | LINEAR         |
| 138853 - | 2000 WN13                | 21 novembre 2000 | LINEAR         |
| 138854 - | 2000 WK17                | 21 novembre 2000 | LINEAR         |
| 138855 - | 2000 WU28                | 21 novembre 2000 | LINEAR         |
| 138856 - | 2000 WT34                | 20 novembre 2000 | LINEAR         |
| 138857 - | 2000 WC47                | 21 novembre 2000 | LINEAR         |
| 138858 - | 2000 WE62                | 26 novembre 2000 | LINEAR         |
| 138859 - | 2000 WN63                | 27 novembre 2000 | Spacewatch     |
| 138860 - | 2000 WO77                | 20 novembre 2000 | LINEAR         |
| 138861 - | 2000 WO87                | 20 novembre 2000 | LINEAR         |
| 138862 - | 2000 WP113               | 20 novembre 2000 | LINEAR         |
| 138863 - | 2000 WO119               | 20 novembre 2000 | LINEAR         |
| 138864 - | 2000 WM143               | 20 novembre 2000 | LINEAR         |
| 138865 - | 2000 WP159               | 20 novembre 2000 | LONEOS         |
| 138866 - | 2000 WO163               | 21 novembre 2000 | LINEAR         |
| 138867 - | 2000 XD5                 | 1 dicembre 2000  | LINEAR         |
| 138868 - | 2000 XR15                | 5 dicembre 2000  | LINEAR         |
| 138869 - | 2000 XL16                | 1 dicembre 2000  | LINEAR         |
| 138870 - | 2000 XP16                | 1 dicembre 2000  | LINEAR         |
| 138871 - | 2000 XG17                | 1 dicembre 2000  | LINEAR         |
| 138872 - | 2000 XU31                | 4 dicembre 2000  | LINEAR         |
| 138873 - | 2000 XV34                | 4 dicembre 2000  | LINEAR         |
| 138874 - | 2000 XN35                | 4 dicembre 2000  | LINEAR         |
| 138875 - | 2000 XF37                | 5 dicembre 2000  | LINEAR         |
| 138876 - | 2000 XA45                | 5 dicembre 2000  | LINEAR         |
| 138877 - | 2000 XG47                | 15 dicembre 2000 | LINEAR         |
| 138878 - | 2000 YE1                 | 18 dicembre 2000 | Spacewatch     |
| 138879 - | 2000 YQ2                 | 19 dicembre 2000 | LINEAR         |
| 138880 - | 2000 YK6                 | 20 dicembre 2000 | LINEAR         |
| 138881 - | 2000 YD9                 | 21 dicembre 2000 | Spacewatch     |
| 138882 - | 2000 YZ9                 | 20 dicembre 2000 | LINEAR         |
| 138883 - | 2000 YL29                | 26 dicembre 2000 | NEAT           |
| 138884 - | 2000 YQ37                | 30 dicembre 2000 | LINEAR         |
| 138885 - | 2000 YR41                | 30 dicembre 2000 | LINEAR         |
| 138886 - | 2000 YJ46                | 30 dicembre 2000 | LINEAR         |
| 138887 - | 2000 YE50                | 30 dicembre 2000 | LINEAR         |
| 138888 - | 2000 YQ52                | 30 dicembre 2000 | LINEAR         |
| 138889 - | 2000 YY55                | 30 dicembre 2000 | LINEAR         |
| 138890 - | 2000 YD61                | 30 dicembre 2000 | LINEAR         |
| 138891 - | 2000 YY61                | 30 dicembre 2000 | LINEAR         |
| 138892 - | 2000 YM64                | 30 dicembre 2000 | LINEAR         |
| 138893 - | 2000 YH66                | 30 dicembre 2000 | LINEAR         |
| 138894 - | 2000 YW67                | 28 dicembre 2000 | LINEAR         |
| 138895 - | 2000 YL74                | 30 dicembre 2000 | LINEAR         |
| 138896 - | 2000 YN74                | 30 dicembre 2000 | LINEAR         |
| 138897 - | 2000 YV77                | 30 dicembre 2000 | LINEAR         |
| 138898 - | 2000 YU87                | 30 dicembre 2000 | LINEAR         |
| 138899 - | 2000 YD95                | 30 dicembre 2000 | LINEAR         |
| 138900 - | 2000 YW97                | 30 dicembre 2000 | LINEAR         |

## 138901-139000
| Nome           | Designazione provvisoria | Data di scoperta | Scopritore                  |
| -------------- | ------------------------ | ---------------- | --------------------------- |
| 138901 -       | 2000 YU98                | 30 dicembre 2000 | LINEAR                      |
| 138902 -       | 2000 YO102               | 28 dicembre 2000 | LINEAR                      |
| 138903 -       | 2000 YA107               | 30 dicembre 2000 | LINEAR                      |
| 138904 -       | 2000 YO108               | 30 dicembre 2000 | LINEAR                      |
| 138905 -       | 2000 YK110               | 30 dicembre 2000 | LINEAR                      |
| 138906 -       | 2000 YO118               | 30 dicembre 2000 | LINEAR                      |
| 138907 -       | 2000 YB129               | 29 dicembre 2000 | NEAT                        |
| 138908 -       | 2000 YG130               | 30 dicembre 2000 | LINEAR                      |
| 138909 -       | 2000 YO135               | 18 dicembre 2000 | LONEOS                      |
| 138910 -       | 2000 YE136               | 22 dicembre 2000 | Spacewatch                  |
| 138911 -       | 2001 AE2                 | 2 gennaio 2001   | LINEAR                      |
| 138912 -       | 2001 AD4                 | 2 gennaio 2001   | LINEAR                      |
| 138913 -       | 2001 AJ11                | 2 gennaio 2001   | LINEAR                      |
| 138914 -       | 2001 AB12                | 2 gennaio 2001   | LINEAR                      |
| 138915 -       | 2001 AW13                | 2 gennaio 2001   | LINEAR                      |
| 138916 -       | 2001 AS14                | 2 gennaio 2001   | LINEAR                      |
| 138917 -       | 2001 AZ19                | 4 gennaio 2001   | LINEAR                      |
| 138918 -       | 2001 AJ22                | 3 gennaio 2001   | LINEAR                      |
| 138919 -       | 2001 AU23                | 3 gennaio 2001   | LINEAR                      |
| 138920 -       | 2001 AE24                | 15 gennaio 2001  | Spacewatch                  |
| 138921 -       | 2001 AR24                | 4 gennaio 2001   | LINEAR                      |
| 138922 -       | 2001 AY39                | 3 gennaio 2001   | LONEOS                      |
| 138923 -       | 2001 AS40                | 3 gennaio 2001   | LONEOS                      |
| 138924 -       | 2001 AV40                | 3 gennaio 2001   | LONEOS                      |
| 138925 -       | 2001 AU43                | 4 gennaio 2001   | LINEAR                      |
| 138926 -       | 2001 BA                  | 16 gennaio 2001  | T. Kobayashi                |
| 138927 -       | 2001 BR                  | 17 gennaio 2001  | T. Kobayashi                |
| 138928 -       | 2001 BP1                 | 16 gennaio 2001  | Spacewatch                  |
| 138929 -       | 2001 BU1                 | 16 gennaio 2001  | W. Bickel                   |
| 138930 -       | 2001 BQ3                 | 18 gennaio 2001  | LINEAR                      |
| 138931 -       | 2001 BJ4                 | 18 gennaio 2001  | LINEAR                      |
| 138932 -       | 2001 BB8                 | 19 gennaio 2001  | LINEAR                      |
| 138933 -       | 2001 BT8                 | 19 gennaio 2001  | LINEAR                      |
| 138934 -       | 2001 BW8                 | 19 gennaio 2001  | LINEAR                      |
| 138935 -       | 2001 BH12                | 20 gennaio 2001  | Spacewatch                  |
| 138936 -       | 2001 BK13                | 21 gennaio 2001  | LINEAR                      |
| 138937 -       | 2001 BK16                | 19 gennaio 2001  | LINEAR                      |
| 138938 -       | 2001 BJ18                | 19 gennaio 2001  | LINEAR                      |
| 138939 -       | 2001 BE20                | 19 gennaio 2001  | LINEAR                      |
| 138940 -       | 2001 BO23                | 20 gennaio 2001  | LINEAR                      |
| 138941 -       | 2001 BU28                | 20 gennaio 2001  | LINEAR                      |
| 138942 -       | 2001 BP29                | 20 gennaio 2001  | LINEAR                      |
| 138943 -       | 2001 BT30                | 20 gennaio 2001  | LINEAR                      |
| 138944 -       | 2001 BF31                | 20 gennaio 2001  | LINEAR                      |
| 138945 -       | 2001 BZ37                | 21 gennaio 2001  | LINEAR                      |
| 138946 -       | 2001 BA39                | 19 gennaio 2001  | Spacewatch                  |
| 138947 -       | 2001 BA40                | 23 gennaio 2001  | NEAT                        |
| 138948 -       | 2001 BR47                | 21 gennaio 2001  | LINEAR                      |
| 138949 -       | 2001 BS58                | 21 gennaio 2001  | LINEAR                      |
| 138950 -       | 2001 BR61                | 31 gennaio 2001  | W. K. Y. Yeung              |
| 138951 -       | 2001 BV62                | 29 gennaio 2001  | LINEAR                      |
| 138952 -       | 2001 BP63                | 29 gennaio 2001  | LINEAR                      |
| 138953 -       | 2001 BW68                | 31 gennaio 2001  | LINEAR                      |
| 138954 -       | 2001 BD73                | 28 gennaio 2001  | NEAT                        |
| 138955 -       | 2001 BX73                | 29 gennaio 2001  | Uppsala-DLR Asteroid Survey |
| 138956 -       | 2001 BK78                | 24 gennaio 2001  | LINEAR                      |
| 138957 -       | 2001 BT79                | 21 gennaio 2001  | LINEAR                      |
| 138958 -       | 2001 BZ79                | 21 gennaio 2001  | LINEAR                      |
| 138959 -       | 2001 CZ2                 | 1 febbraio 2001  | LINEAR                      |
| 138960 -       | 2001 CQ3                 | 1 febbraio 2001  | LINEAR                      |
| 138961 -       | 2001 CJ5                 | 1 febbraio 2001  | LINEAR                      |
| 138962 -       | 2001 CP7                 | 1 febbraio 2001  | LINEAR                      |
| 138963 -       | 2001 CA9                 | 1 febbraio 2001  | LINEAR                      |
| 138964 -       | 2001 CL9                 | 1 febbraio 2001  | LINEAR                      |
| 138965 -       | 2001 CD17                | 1 febbraio 2001  | LINEAR                      |
| 138966 -       | 2001 CS17                | 1 febbraio 2001  | LINEAR                      |
| 138967 -       | 2001 CN18                | 2 febbraio 2001  | LINEAR                      |
| 138968 -       | 2001 CT18                | 2 febbraio 2001  | LINEAR                      |
| 138969 -       | 2001 CZ18                | 2 febbraio 2001  | LINEAR                      |
| 138970 -       | 2001 CV19                | 2 febbraio 2001  | LINEAR                      |
| 138971 -       | 2001 CB21                | 2 febbraio 2001  | LINEAR                      |
| 138972 -       | 2001 CO21                | 1 febbraio 2001  | LONEOS                      |
| 138973 -       | 2001 CZ22                | 1 febbraio 2001  | LONEOS                      |
| 138974 -       | 2001 CX24                | 1 febbraio 2001  | LINEAR                      |
| 138975 -       | 2001 CT25                | 1 febbraio 2001  | LINEAR                      |
| 138976 -       | 2001 CJ26                | 1 febbraio 2001  | LINEAR                      |
| 138977 -       | 2001 CY31                | 5 febbraio 2001  | LINEAR                      |
| 138978 -       | 2001 CD32                | 12 febbraio 2001 | LINEAR                      |
| 138979 Černice | 2001 CM32                | 14 febbraio 2001 | Kleť                        |
| 138980 -       | 2001 CY36                | 14 febbraio 2001 | L. Šarounová                |
| 138981 -       | 2001 CE47                | 13 febbraio 2001 | Spacewatch                  |
| 138982 -       | 2001 CS49                | 2 febbraio 2001  | NEAT                        |
| 138983 -       | 2001 DX4                 | 16 febbraio 2001 | LINEAR                      |
| 138984 -       | 2001 DY6                 | 16 febbraio 2001 | Črni Vrh                    |
| 138985 -       | 2001 DP7                 | 16 febbraio 2001 | T. Kobayashi                |
| 138986 -       | 2001 DB12                | 17 febbraio 2001 | LINEAR                      |
| 138987 -       | 2001 DN12                | 17 febbraio 2001 | LINEAR                      |
| 138988 -       | 2001 DQ12                | 17 febbraio 2001 | LINEAR                      |
| 138989 -       | 2001 DK14                | 19 febbraio 2001 | LINEAR                      |
| 138990 -       | 2001 DV14                | 16 febbraio 2001 | Črni Vrh                    |
| 138991 -       | 2001 DF16                | 16 febbraio 2001 | LINEAR                      |
| 138992 -       | 2001 DS16                | 16 febbraio 2001 | LINEAR                      |
| 138993 -       | 2001 DQ19                | 16 febbraio 2001 | LINEAR                      |
| 138994 -       | 2001 DY20                | 16 febbraio 2001 | LINEAR                      |
| 138995 -       | 2001 DR22                | 17 febbraio 2001 | LINEAR                      |
| 138996 -       | 2001 DT22                | 17 febbraio 2001 | LINEAR                      |
| 138997 -       | 2001 DA24                | 17 febbraio 2001 | LINEAR                      |
| 138998 -       | 2001 DX26                | 17 febbraio 2001 | LINEAR                      |
| 138999 -       | 2001 DU27                | 17 febbraio 2001 | LINEAR                      |
| 139000 -       | 2001 DA28                | 17 febbraio 2001 | LINEAR                      |